# Молодиково
Молодиково — деревня в Рузском районе Московской области, входящая в сельское поселение Колюбакинское. Население 16 человек на 2006 год. До 2006 года Молодиково входило в состав Краснооктябрьского сельского округа
Деревня расположена на юго-востоке района, на левом берегу малой речки Яковлевка (левый приток Москва-реки), в 15 км от Рузы, высота центра над уровнем моря 199 м. Ближайшие населённые пункты — Морево в 200 м на запад и Марково в 1,5 км южнее.